# HC Oceláři Třinec v české hokejové extralize 2003/2004

## Základní část

### HC Excalibur Znojemští Orli
- 12.10.2003 HC Excalibur Znojemští Orli - HC Oceláři Třinec 5 : 2 (1 : 0, 4 : 2, 0 : 0)
- 21.11.2003 HC Oceláři Třinec - HC Excalibur Znojemští Orli 5 : 1 (1 : 1, 2 : 0, 2 : 0)
- 09.01.2004 HC Excalibur Znojemští Orli - HC Oceláři Třinec 5 : 2 (2 : 1, 1 : 0, 2 : 1)
- 24.02.2004 HC Oceláři Třinec - HC Excalibur Znojemští Orli 5 : 6 (3 : 2, 1 : 4, 1 : 0)

### HC Chemopetrol Litvínov
- 30.09.2003 HC Chemopetrol Litvínov - HC Oceláři Třinec 4 : 3 (2 : 1, 1 : 2, 1 : 0)
- 11.11.2003 HC Oceláři Třinec - HC Chemopetrol Litvínov 4 : 4 PP (0 : 2, 1 : 1, 3 : 1, 0 : 0)
- 28.12.2003 HC Chemopetrol Litvínov - HC Oceláři Třinec 5 : 3 (2 : 2, 1 : 1, 2 : 0)
- 15.02.2004 HC Oceláři Třinec - HC Chemopetrol Litvínov 6 : 3 (2 : 2, 2 : 0, 2 : 1) hetrik Marek Melenovský

### HC Rabat Kladno
- 19.09.2003 HC Oceláři Třinec - HC Rabat Kladno 4 : 2 (2 : 0, 1 : 0, 1 : 2)
- 26.10.2003 HC Rabat Kladno - HC Oceláři Třinec 7 : 3 (1 : 1, 4 : 0, 2 : 2)
- 05.12.2003 HC Oceláři Třinec - HC Rabat Kladno 6 : 2 (1 : 1, 2 : 0, 3 : 1)
- 27.01.2004 HC Rabat Kladno - HC Oceláři Třinec 8 : 3 (2 : 1, 3 : 1, 3 : 1)

### Bílí Tygři Liberec
- 10.10.2003 HC Oceláři Třinec - Bílí Tygři Liberec 3 : 2 (3 : 0, 0 : 1, 0 : 1)
- 18.11.2003 Bílí Tygři Liberec - HC Oceláři Třinec 4 : 1 (0 : 0, 1 : 0, 3 : 1)
- 06.01.2004 HC Oceláři Třinec - Bílí Tygři Liberec 3 : 1 (1 : 1, 1 : 0, 1 : 0)
- 22.02.2004 Bílí Tygři Liberec - HC Oceláři Třinec 5 : 5 (1 : 2, 2 : 2, 2 : 1)

### HC Sparta Praha
- 21.09.2003 HC Sparta Praha - HC Oceláři Třinec 5 : 3 (1 : 0, 3 : 2, 1 : 1)
- 28.10.2003 HC Oceláři Třinec - HC Sparta Praha 1 : 4 (0 : 0, 0 : 2, 1 : 2)
- 07.12.2003 HC Sparta Praha - HC Oceláři Třinec 1:2 PP (0 : 0, 0 : 0, 1 : 1, 0 : 1) - branka v prodloužení 60:52 Pavel Janků
- 30.01.2004 HC Oceláři Třinec - HC Sparta Praha 1 : 4 (0 : 2, 0 : 0, 1 : 2) 500.zápas HC Oceláři Třinec v extralize

### HC Moeller Pardubice
- 28.09.2003 HC Oceláři Třinec - HC Moeller Pardubice 1 : 4 (0 : 1, 0 : 2, 1 : 1)
- 02.11.2003 HC Moeller Pardubice - HC Oceláři Třinec 3 : 2 (0 : 1, 0 : 0, 3 : 1)
- 13.12.2003 HC Oceláři Třinec - HC Moeller Pardubice 3 : 2 (0 : 1, 3 : 1, 0 : 0)
- 13.02.2004 HC Moeller Pardubice - HC Oceláři Třinec 4 : 7 (3 : 6, 1 : 1, 0 : 0)

### Vsetínská hokejová
- 26.09.2003 HC Oceláři Třinec - Vsetínská hokejová 4 : 3 (1 : 2, 1 : 0, 2 : 1)
- 31.10.2003 Vsetínská hokejová - HC Oceláři Třinec 1 : 3 (0 : 0, 0 : 2, 1 : 1)
- 09.12.2003 HC Oceláři Třinec - Vsetínská hokejová 1 : 0 (0 : 0, 1 : 0, 0 : 0)
- 01.02.2004 Vsetínská hokejová - HC Oceláři Třinec 3 : 3

### HC Mountfield České Budějovice
- 03.10.2003 HC Oceláři Třinec - HC České Budějovice 4 : 1 (3 : 1, 0 : 0, 1 : 0)
- 14.11.2003 HC České Budějovice - HC Oceláři Třinec 0 : 5 (0 : 2, 0 : 0, 0 : 3)
- 30.12.2003 HC Oceláři Třinec - HC České Budějovice 5 : 2 (4 : 0, 0 : 0, 1 : 2)
- 17.02.2004 HC České Budějovice - HC Oceláři Třinec 1 : 4 (0 : 1, 1 : 1, 0 : 2)

### HC Hamé Zlín
- 04.10.2003 HC Hamé Zlín - HC Oceláři Třinec 5 : 2 (2 : 0, 1 : 0, 2 : 2)
- 14.11.2003 HC Oceláři Třinec - HC Hamé Zlín 4 : 3 (1 : 1, 3 : 1, 0 : 1)
- 03.01.2004 HC Hamé Zlín - HC Oceláři Třinec 5 : 2 (2 : 1, 2 : 1, 1 : 0)
- 20.02.2004 HC Oceláři Třinec - HC Hamé Zlín 0 : 3 (0 : 1, 0 : 0, 0 : 2)

### HC Energie Karlovy Vary
- 16.09.2003 HC Energie Karlovy Vary - HC Oceláři Třinec 3 : 5 (0 : 0, 2 : 2, 1 : 3)
- 24.10.2003 HC Oceláři Třinec - HC Energie Karlovy Vary 4 : 5 PP (2 : 2, 0 : 2, 2 : 0, 0 : 1) - branka v prodloužení 60:52 Robin Bacul
- 02.12.2003 HC Energie Karlovy Vary - HC Oceláři Třinec 3 : 1 (0 : 1, 3 : 0, 0 : 0)
- 20.01.2004 HC Oceláři Třinec - HC Energie Karlovy Vary 3 : 0 (1 : 0, 0 : 0, 2 : 0)

### HC Slavia Praha
- 12.09.2003 HC Slavia Praha - HC Oceláři Třinec 0 : 3 (0 : 0, 0 : 0, 0 : 3)
- 17.10.2003 HC Oceláři Třinec - HC Slavia Praha 4 : 1 (2 : 0, 2 : 0, 0 : 1)
- 29.11.2003 HC Slavia Praha - HC Oceláři Třinec 3 : 1 (0 : 0, 2 : 1, 1 : 0)
- 16.01.2004 HC Oceláři Třinec - HC Slavia Praha 3 : 1 (0 : 0, 2 : 1, 1 : 0)

### HC Lasselsberger Plzeň
- 14.09.2003 HC Oceláři Třinec - HC Lasselsberger Plzeň 3 : 2 (0 : 1, 3 : 1, 0 : 0)
- 19.10.2003 HC Lasselsberger Plzeň - HC Oceláři Třinec 3 : 2 (1 : 1, 0 : 1, 2 : 0)
- 30.11.2003 HC Oceláři Třinec - HC Lasselsberger Plzeň 1 : 3 (0 : 1, 1 : 1, 0 : 1)
- 18.01.2004 HC Lasselberger Plzeň - HC Oceláři Třinec 4 : 1 (2 : 0, 2 : 1, 0 : 0)

### HC Vítkovice Steel
- 14.10.2003 HC Oceláři Třinec - HC Vítkovice 2 : 1 (0 : 0, 1 : 1, 1 : 0)
- 23.11.2003 HC Vítkovice - HC Oceláři Třinec 4 : 2 (2 : 0, 1 : 2, 1 : 0)
- 11.01.2004 HC Oceláři Třinec - HC Vítkovice 1 : 2 (0 : 0, 1 : 0, 0 : 2)
- 27.02.2004 HC Vítkovice - HC Oceláři Třinec 4 : 1 (2 : 1, 2 : 0, 0 : 0)

## Play-off -Sezona 2003 / 2004
|  | Čtvrtfinále  | Čtvrtfinále  |              |   | Semifinále | Semifinále |  |  | Finále | Finále |
|  |              |              |              |   |            |            |  |  |        |        |
|  |              |              |              |   |            |            |  |  |        |        |
|  | Plzeň        | 4            |              |   |            |            |  |  |        |        |
|  | Plzeň        | 4            |              |   |            |            |  |  |        |        |
|  | Pardubice    | 3            |              |   |            |            |  |  |        |        |
|  | Pardubice    | 3            | Plzeň        | 1 |            |            |  |  |        |        |
|  |              |              | Plzeň        | 1 |            |            |  |  |        |        |
|  |              | Zlín         | 4            |   |            |            |  |  |        |        |
|  | Zlín         | Zlín         | 4            | 4 |            |            |  |  |        |        |
|  | Zlín         |              |              | 4 |            |            |  |  |        |        |
|  | Třinec       | 3            |              |   |            |            |  |  |        |        |
|  | Třinec       | 3            | Zlín         | 4 |            |            |  |  |        |        |
|  |              |              | Zlín         | 4 |            |            |  |  |        |        |
|  |              | Slavia Praha | 1            |   |            |            |  |  |        |        |
|  | Slavia Praha | Slavia Praha | 1            | 4 |            |            |  |  |        |        |
|  | Slavia Praha |              |              | 4 |            |            |  |  |        |        |
|  | Znojmo       | 3            |              |   |            |            |  |  |        |        |
|  | Znojmo       | 3            | Slavia Praha | 4 |            |            |  |  |        |        |
|  |              |              | Slavia Praha | 4 |            |            |  |  |        |        |
|  |              | Sparta Praha | 3            |   |            |            |  |  |        |        |
|  | Sparta Praha | Sparta Praha | 3            | 4 |            |            |  |  |        |        |
|  | Sparta Praha |              |              | 4 |            |            |  |  |        |        |
|  | Vítkovice    | 2            |              |   |            |            |  |  |        |        |
|  | Vítkovice    | 2            |              |   |            |            |  |  |        |        |

## Play off (čtvrtfinále)

### HC Oceláři Třinec-HC Hamé Zlín3:4 na zápasy
1. utkání
|  | HC Hamé Zlín | 4 - 1         | HC Oceláři Třinec |  |
|  | HC Hamé Zlín | (3:0,0:0,1:1) | HC Oceláři Třinec |  |

| Souhrn zápasu Report | Souhrn zápasu Report                                                               | Souhrn zápasu Report | Souhrn zápasu Report     | Souhrn zápasu Report |
| -------------------- | ---------------------------------------------------------------------------------- | -------------------- | ------------------------ | -------------------- |
|                      | 04:18 Petr Macholda 06:03 Petr Macholda 09:22 Miroslav Blaťák 48:19 Martin Hamrlík |                      | 56:31 Rostislav Martynek |                      |

2. utkání
|  | HC Hamé Zlín | 1 - 3         | HC Oceláři Třinec |  |
|  | HC Hamé Zlín | (1:2,0:1,0:0) | HC Oceláři Třinec |  |

| Souhrn zápasu Report | Souhrn zápasu Report | Souhrn zápasu Report | Souhrn zápasu Report                                          | Souhrn zápasu Report |
| -------------------- | -------------------- | -------------------- | ------------------------------------------------------------- | -------------------- |
|                      | 18:02 Martin Jenáček |                      | 01:46 Jiří Malinský 12:44 Marek Melenovský 38:19 Marek Zadina |                      |

3. utkání
|  | HC Oceláři Třinec | 1 - 0         | HC Hamé Zlín |  |
|  | HC Oceláři Třinec | (0:0,1:0,0:0) | HC Hamé Zlín |  |

| Souhrn zápasu Report | Souhrn zápasu Report | Souhrn zápasu Report | Souhrn zápasu Report | Souhrn zápasu Report |
| -------------------- | -------------------- | -------------------- | -------------------- | -------------------- |
|                      | 26:14 Jiří Polanský  |                      |                      |                      |

4. utkání
|  | HC Oceláři Třinec | 2 - 3 SN          | HC Hamé Zlín |  |
|  | HC Oceláři Třinec | (1:0,1:1,0:1,0:0) | HC Hamé Zlín |  |

| Souhrn zápasu Report | Souhrn zápasu Report                     | Souhrn zápasu Report | Souhrn zápasu Report                                                  | Souhrn zápasu Report |
| -------------------- | ---------------------------------------- | -------------------- | --------------------------------------------------------------------- | -------------------- |
|                      | 04:05 Zdeněk Pavelek 32:40 Petr Jančařík |                      | 32:04 Peter Barinka 59:57 Jaroslav Balaštík rozhodující SN Petr Leška |                      |

5. utkání
|  | HC Hamé Zlín | 8 - 3         | HC Oceláři Třinec |  |
|  | HC Hamé Zlín | (2:0,1:2,5:1) | HC Oceláři Třinec |  |

| Souhrn zápasu Report | Souhrn zápasu Report | Souhrn zápasu Report | Souhrn zápasu Report                                            | Souhrn zápasu Report |
| -------------------- | --- | -------------------- | --------------------------------------------------------------- | -------------------- |
|                      | 06:14, 08:48 a 40:28 Petr Leška 37:01 Pavel Zubíček 44:12 Ondřej Veselý 54:12 Jaroslav Balaštík 57:04 Tomáš Karný 58:49 Martin Čech |                      | 25:21 Jiří Polanský 26:37 Marek Melenovský 41:22 Filip Štefanka |                      |

6. utkání
|  | HC Oceláři Třinec | 1 - 0 SN          | HC Hamé Zlín |  |
|  | HC Oceláři Třinec | (0:0,0:0,0:0,0:0) | HC Hamé Zlín |  |

| Souhrn zápasu Report | Souhrn zápasu Report         | Souhrn zápasu Report | Souhrn zápasu Report | Souhrn zápasu Report |
| -------------------- | ---------------------------- | -------------------- | -------------------- | -------------------- |
|                      | rozhodující SN Jiří Polanský |                      |                      |                      |

7. utkání
|  | HC Hamé Zlín | 2 - 0         | HC Oceláři Třinec |  |
|  | HC Hamé Zlín | (0:0,1:0,1:0) | HC Oceláři Třinec |  |

| Souhrn zápasu Report | Souhrn zápasu Report                         | Souhrn zápasu Report | Souhrn zápasu Report | Souhrn zápasu Report |
| -------------------- | -------------------------------------------- | -------------------- | -------------------- | -------------------- |
|                      | 38:24 Martin Hamrlík 59:39 Jaroslav Balaštík |                      |                      |                      |

- 4.zápas - Vyrovnávací branku vsítíl 4 sekundy před koncem základní hrací doby Jaroslav Balaštík (nahrával Petr Leška) a touto brankou vyrovnal stav utkání na 2:2. Třinec nakonec prohrál utkání na samostatné nájezdy,když rozhodující nájezd proměnil Petr Leška a srovnal tak stav série na 2:2. HC Oceláři Třinec nakonec tuto serii prohrál 3:4 na zápasy a nepostoupil do semifinále.
- Čtvrtfinále HC Oceláři Třinec - HC Hamé Zlín Série 3 : 4

### Statistiky HC Oceláři Třinec
| Základní část | Základní část | Základní část | Základní část | Play off | Play off | Play off | Play off |
| Ročník        | Útočníci      | Obránci       | Brankáři      | Útočníci | Obránci  | Brankáři |          |
| ------------- | ------------- | ------------- | ------------- | -------- | -------- | -------- | -------- |
| 2003/2004     | Zde           | Zde           | Zde           | Zde      | Zde      | Zde      |          |

## Hráli za Třinec
- Brankáři Vlastimil Lakosil (29 ZČ + 2 play off) • Martin Vojtek (19 ZČ + 7 play off) • Marek Schwarz (5 ZČ) • Michal Podolka (4 ZČ) • Luboš Horčička (2 ZČ)
- Obránci Tomáš Houdek • Jiří Malinský • Jan Kudrna • Robert Procházka • Boris Žabka • Petr Jančařík • Filip Štefanka • Jiří Hunkes • Jakub Bartoň • David Všetečka • Jaroslav Kasík (3 zápasy)
- Útočníci Richard Král –  • Marek Zadina • Pavel Janků • Václav Pletka • Marek Melenovský • Zdeněk Pavelek • Marek Ivan • Roman Meluzín • Rostislav Martynek • Gregor Polončič • Andrej Hebar • Jiří Hašek • Richard Bordowski • Josef Vítek • Jiří Polanský • Tomáš Zbořil • Zdeněk Skořepa • Jan Daneček • Rostislav Sabela • Radim Kucharczyk • Radoslav Kropáč • Jiří Řípa • Patrik Stejskal
- Hlavní trenér Pavel Marek